# Lun8
Lun8 (kor. 루네이트) – południowokoreański boysband, który został utworzony przez agencję Fantagio w 2023 roku. Grupa składa się z ośmiu członków: Chael, Jin Su, Takuma, Jun Woo, Do Hyun, Ian, Ji Eun-ho i Eun Seop. Zadebiutowali 15 czerwca 2023 roku minialbumem Continue?.

## Historia

### Przed debiutem
22 marca 2023 roku Fantagio ogłosiło w oświadczeniu prasowym swoje plany dotyczące debiutu nowego boysbandu w pierwszej połowie tego roku. 1 kwietnia firma opublikowała krótki film z logotypem, ujawniając nazwę grupy jako Lun8 oraz otwierając ich konta na mediach społecznościowych.
Przed debiutem jako Lun8, wszyscy członkowie byli częścią programu rozwoju młodych talentów o nazwie Fantagio i-Teen, który działał w ramach firmy Fantagio. Ian był wcześniej uczestnikiem programu survivalowego Mnet I-Land w 2020 roku, jednak został wyeliminowany już na pierwszym etapie.

### Od 2023: Debiut zContinue?
15 czerwca 2023 roku Lun8 wydali swój debiutancki minialbum Continue? razem z głównymi singlami „Voyager” i „Wild Heart”.

## Członkowie
| Pseudonim   | Pseudonim | Prawdziwe imię                 | Kraj             | Data urodzenia       |
| Latynizacja | Hangul    | Prawdziwe imię                 | Kraj             | Data urodzenia       |
| ----------- | --------- | ------------------------------ | ---------------- | -------------------- |
| Chael       | 카엘      | Lim Jun-yeop (kor. 임준엽)     | Korea Południowa | 7 grudnia 2001       |
| Jin Su      | 진수      | Park Jin-su (kor. 박진수)      | Korea Południowa | 5 lutego 2003        |
| Takuma      | 다쿠마    | Satō Takuma (jap. (佐藤 拓馬)  | Japonia          | 5 sierpnia 2003      |
| Jun Woo     | 준우      | Shim Jun-woo (kor. 심준우)     | Korea Południowa | 21 września 2003     |
| Do Hyun     | 도현      | Park Do-hyun-han (kor. 박도현) | Korea Południowa | 23 października 2003 |
| Ian         | 이안      | Noh Sung-chul (kor. 노성철)    | Korea Południowa | 11 grudnia 2003      |
| Ji Eun Ho   | 지은호    | Lee Sang-min (kor. 이상민)     | Korea Południowa | 21 maja 2005         |
| Eun Seop    | 은섭      | Kim Eun-seop (kor. 김은섭)     | Korea Południowa | 18 czerwca 2006      |

## Dyskografia

### Minialbumy
| Rok  | Dane dot. albumu                                                                                    | Najwyższa pozycja | Najwyższa pozycja | Sprzedaż                   |
| Rok  | Dane dot. albumu                                                                                    | KOR (Circle)      | JPN (Oricon)      | Sprzedaż                   |
| ---- | --------------------------------------------------------------------------------------------------- | ----------------- | ----------------- | -------------------------- |
| 2023 | Continue? - Wydany: 15 czerwca 2023 - Wytwórnia: Fantagio - Format: CD, digital download, streaming | 5                 | 17                | - KOR: 79 887+ - JPN: 3906 |
| 2024 | Buff - Wydany: 13 marca 2024 - Wytwórnia: Fantagio - Format: CD, digital download, streaming        | 4                 | –                 | - KOR: 68 596+             |

### Single
| Rok                                                       | Tytuł         | Najwyższa pozycja | Najwyższa pozycja | Album     |
| Rok                                                       | Tytuł         | KOR               | KOR               | Album     |
| Rok                                                       | Tytuł         | Circle            | Songs             | Album     |
| --------------------------------------------------------- | ------------- | ----------------- | ----------------- | --------- |
| 2023                                                      | „Wild Heart"  | –                 | –                 | Continue? |
| 2023                                                      | „Voyager"     | –                 | –                 | Continue? |
| 2024                                                      | „Pastel"      | –                 | –                 | Buff      |
| 2024                                                      | „Super Power" | –                 | –                 | Buff      |
| „–” oznacza, że singiel nie był notowany na danej liście. |               |                   |                   |           |